# (5874) 1989 XB
(5874) 1989 XB là một tiểu hành tinh vành đai chính. Nó được phát hiện bởi Nobuhiro Kawasato ở Uenohara Observatory ngày 2 tháng 12 năm 1989.